# Étang du Sud du Cap Vert
L'étang du Sud du Cap Vert est une lagune située à Saint-Pierre-et-Miquelon. Il est situé dans le sud-est de l'île de Miquelon, séparé de l'océan Atlantique par un cordon littoral. Il tire son nom du cap Vert situé juste au nord et qui le sépare de l'étang du Cap Vert.